# 裴賜
裴賜（1536年—？），字公受，號绍野，山西平陽府絳州稷山縣人，軍籍，明朝政治人物。

## 生平
嘉靖四十年（1561年）辛酉科山西鄉試第六名舉人，隆慶五年（1571年）中式辛未科會試第二百六十五名，二甲第四十一名進士。刑部觀政，授兵部主事，萬曆五年（1577年）歷官兵部員外郎，升郎中，七年调职方司，萬曆九年（1581年）二月升河南副使、井陉兵备。十一年降为華州知州，丁憂歸。十五年致仕。

## 家族
曾祖裴增，九品散官；祖父裴明，聽選官；父裴禮，監生。母胡氏。慈侍下。